# Мор, Даниель Маттиас Генрих
Даниель Маттиас Генрих Мор (нем. Daniel Matthias Hienrich Mohr; 1780—1808) — немецкий ботаник-бриолог и зоолог.

## Биография
Родился в Квикборне 8 апреля 1780 года. Учился в Кильском университете, затем — в Гёттингенском университете. В 1803 году Кильский университет присвоил ему степень доктора философии.
В 1804 году Мор ездил в Швецию, где занимался сбором растений.
В 1805 году стал адъюнкт-профессором в Кильском университете. В 1807 году ему было присвоено звание профессора зоологии.
Мор в соавторстве с Фридрихом Вебером в 1807 году издал книгу Botanisches Taschenbuch, в которой было описано множество новых видов и родов мхов.
Скончался в Киле 26 августа 1808 года.

## Некоторые научные работы
- Mohr, D. M. H. Observationes botanicae. — Kiliae, 1803. — 45 p.
- Mohr, D. M. H., Weber. F. Index musei plantarum cryptogamarum. — Kiliae, 1803. — 10 p.
- Mohr, D. M. H., Weber. F. Botanische Taschenbuch. — Kiel, 1807. — 509 p.

## Роды растений, названные в честь Д. Мора
- Mohria Sw., 1806